# Arnay-sous-Vitteaux
Arnay-sous-Vitteaux – miejscowość i gmina we Francji, w regionie Burgundia-Franche-Comté, w departamencie Côte-d’Or.
Według danych na rok 1990 gminę zamieszkiwało 160 osób, a gęstość zaludnienia wynosiła 13 osób/km² (wśród 2044 gmin Burgundii Arnay-sous-Vitteaux plasuje się na 751. miejscu pod względem liczby ludności, natomiast pod względem powierzchni na miejscu 781.).